# 列比亚扎河 (哈尔科夫州)
列比亞扎河（烏克蘭語：Леб'яжа），是烏克蘭的河流，位於該國東部哈爾科夫州，流經丘古耶夫區，屬於北頓涅茨河的左支流，河道全長11公里，流域面積38.4平方公里。